# Elkton (Dakota del Sud)
Elkton è un comune degli Stati Uniti d'America, situato in Dakota del Sud, nella contea di Brookings.